# Ferrari 1512
O Ferrari 1512 é o modelo da Ferrari utilizado nas temporadas de 1964 e 1965. Foi guiado por Lorenzo Bandini, Pedro Rodriguez, Ludovico Scarfiotti e John Surtees.